# Жълтеш
Жъ́лтеш е село в Северна България. То се намира в община Габрово, област Габрово.

## География
Село Жълтеш се намира в източната част на габровския Предбалкан, с граница на землището на юг – северните поли на Шипченската планина, на изток – билото на Тревненската планина, на север – западното продължение на Габровските височини, местността „Лясков дял“. Селото отстои от Габрово на 5 km, от Трявна – на 11 km. Разположено е в долината на Жълтешката река, наричана и Овчарка по името на връх Овчар (Овчаря) (869 m), под който е основният ѝ извор. Реката се захранва от десетки по-малки извори до вливането ѝ в река Янтра като десен приток.
Климатът на селото е умереноконтинентален, с характерни за Предбалкана метеорологични особености. Валежите са най-обилни през май и юни, а най-оскъдни – през февруари.
Поради специфичния ландшафт на затворената от изток, север и юг долина на Жълтешката река (Овчарка), за селото са характерни сравнително по-меките зими и по-хладните лета.

## История
Село Жълтеш възниква след османското нашествие в края на XIV век. Първите му жители са бежанци от Казанлъшко, Старозагорско и Търновско. През следващите векове тук идват и други преселници от Южна България.
В летописната книга на жълтешката черква „Св. Атанасий“ отец Христо поп Серафимов отбелязва, че „първоначално селото е заселено от бежанци българи от разни места, които са бягали от турци, даалийци и др.“ (ДА-Габрово, ф. 196, оп. 1, стр. 2). Местният краевед Нено Хр. Ненков през 1925 г. е записал предания на стари жители, според които първият заселник на Жълтеш е дошъл в махала Савчовци през 1528 г. (ДА-Габрово. НПР, Nr 12) През 30-те години на XX век доц. Гунчо Гунчев организира студентска експедиция, като осъществява анкети със стари жители на габровски села (включително в с. Жълтеш). Според учения първите заселници са дошли тук „преди 400 и повече години“ 
Като се опира на своите наблюдения върху населението в Габровско, д-р Петър Цончев смята, че в него „преобладава тракийският елемент“. Конкретно за Жълтешка (и няколко други общини) той не изключва то да е „бежанско и то от по-интелигентна среда, навярно от Търново“ 
Първите писмени сведения за селото се съдържат в данъчния архив, намерен в дома на габровския бирник Теофил Х. Пашов и публикуван през 1926 и 1933 г. във в. „Известия“ на библиотека „Априлов – Палаузов“ в Габрово. В него е отбелязано, че през 1810 г. в Жълтеш е имало „59 длъжници на бакии и данъци“. През следващите 1811, 1812, 1814 и 1819 г. броят на данъкоплатците се увеличава, като достига 164 длъжници. Подобни данни за селото съобщава и д-р Петър Цончев 
В началото на XIX век Жълтеш е център на селска община (нахия) в рамките на габровския мюдюрлюк (околия), в която влизат селата: Бичкиня, Бончовци, Беленци, Стойковци, Калпазаните, Ходжовите, Живодерите, Хасаните, Попразите, Савчовци, Драганчетата и Торбалъжите.
Археологически находки потвърждават, че на мястото на селото още по времето на Първата българска държава е съществувал скитски манастир. Според предания на стари жители от Жълтеш тогава в неговите околности е имало мини за злато, които са заринати преди византийското владичество.
Името на селото идва от съдържанието на златоносен пясък в Жълтешката река (от „жълто“ – със значение на „злато“) – първоначално като Жълтеж, а по-късно – Жълтеш.

## Население
Преброяване на населението през 2011 г.
Численост и дял на етническите групи според преброяването на населението през 2011 г.:
|                     | Численост | Дял (в %) |
| Общо                | 274       | 100,00    |
| Българи             | 265       | 96,71     |
| Турци               | 0         | 0,00      |
| Цигани              | 0         | 0,00      |
| Други               | 3         | 1,09      |
| Не се самоопределят | 0         | 0,0       |
| Неотговорили        | 1         | 0,36      |

## Религия
През 1869 г. със средства, събрани от жителите на Жълтеш и съседните села, започва строежът на църквата „Св. Атанасий“. Неин зограф е синът на известния тревненски иконописец Тихол Казаса – Рачо Тихолов. Храмът е осветен на 18 януари 1871 г. За пръв негов свещеник през 1872 г. е ръкоположен поп Георги Антипов, който по време на Априлското въстание през май 1876 г. извежда от селото 8 въстаници, които се сражават срещу турския башибозук при с. Новата махала.

## Културно наследство
В своята книга „Габровското училище и неговите попечители“ (1866) П.Р. Славейков е отбелязал, че „на 1810 г., когато се разбягало Габрово поп Вълчо е учил няколко деца в колибите Жълтеш“ (с.7) Това е станало „преди да бъде открито от В. Априлов и Н. Палаузов общото училище в Габрово и да се утвърди между българите българското народно образование“ (с.8). Макар да е разполагало с неугледни помещения и трудни условия за обучение, училището просъществува и след Освобождението. На 9 март 1908 г. е осветена построената нова сграда за първоначалното училище. През 1933 г. в съседство с нея е пристроена друга сграда и открита прогимназия. Училището просъществува до 1992 г., когато е закрито, а впоследствие сградите запустяват.
През 1892 г. в Жълтеш спира художника от чешки произход и основател на Държавното рисувално училище в София – Иван Мърквичка, който рисува небезизвестната „Къща от село Жълтеш“, публикувана в бр. XII на „Сборник за народни умотворения, 1895 г.
В архива на Великотърновския университет „Св. св. Кирил и Методий“ се съхраняват текстовете на повече от 200 народни песни, записани в Жълтеш през 1970 – 1982 г. от 40 народни певци и изпълнители в селото. Други текстове на 160 народни песни са записани през 1969 г. от учителката Люба Терзиева и публикувани в нейното изследване „Духовна култура и фолклор на с. Жълтеш“, което се съхранява във Факултета по славянски филологии на СУ „Св. Климент Охридски“.

## Обществени институции
На 16 октомври 1927 г. от „няколко жители на Жълтешка община“ е основано читалище „Светлина“, което се утвърждава като културно средище на района. През 1928 г. е създадена театрална трупа, която играе пиеси на Васил Друмев, Рачо Стоянов, Н.В.Гогол, А.П. Чехов и Бранислав Нушич. През 1940 – 1943 г. е сформиран оркестър, който обогатява „репертоара“ на читалището. Успоредно с това е открита библиотека, чийто фонд непрекъснато се попълва с нови заглавия. В годините на социализма дейността на читалището се активизира още повече. Репертоарът на театралната трупа се попълва с нови постановки. Създаден е танцов състав. Ражда се новият оркестър „Джаз Жълтеш“, който продължава традицията на оркестъра от 40-те години.
След демократичната промяна читалище „Светлина“ има облика на утвърдено духовно средище. Тогава са създадени: певческа група за автентичен фолклор; младежка група за възстановяване на български народни празници и обичаи; група за възраждане на старинни ритуали; състав за художествено слово; кръжок „На седянка“ и др. През 2002 г. читалището печели проект по конкурс от програма „Фар“ на тема „Читалище „Светлина“ – старият нов прозорец към света“. През 2004 г. е създадена певческата група за автентичен фолклор „Кольо Венков“, която след 2005 г. участва редовно във всички национални фолклорни фестивали. Групата е спечелила над 30 високи награди от фестивалите в Копривщица, Велико Търново, връх Рожен, Дорково, гр. Априлци и др.

## Редовни събития
През 2010 г. по инициатива на тогавашния кмет на Жълтеш Тодорка Венкова и секретаря на читалище „Светлина 1927“ Ана Боянова е учреден ежегодният фестивал за автентичен фолклор „Песни в полите на Балкана“, който до 2018 г. има 9 издания със стотици участници – фолклорни състави и индивидуални изпълнители от цялата страна. Председател на журито на фестивала е доц. д-р Веселка Тончева от Института за етнология и фолклористика с Етнографски музей при БАН, а негови членове са доц. Ангел Гоев и хореографът Олег Цонев.

## Личности
- Поп Вълчо, роден около 1770 г., учител в Жълтешкото училище от 1810 г., за което съобщава П.Р. Славейков.
- Николай Стоянов (1856 – ок. 1925), опълченец, носител на орден „Свети Георги“, почетен гражданин на Габрово (1923).
- Нено Г. Дяволов (1880 – 1970), толстоист, автор на хумористичната поема „Великия оратор г-н Къскуйруков“, 1931.
- Христо поп Серафимов (1886 – 1980), до 1918 г. учител в Жълтешкото училище; по-късно – свещеник в църквата „Св. Атанасий“, артист във филма „Огнена диря“.
- Нено Хр. Ненков (1903 – 1992), краевед, автор на „История на махала Савчовци“ и свитъка „Народни празници, обичаи и обреди“.
- Кольо Венков (1921 – 1993), народен певец и музикант на повече от 1000 сватби.
- Люба Терзиева (1929 – 2009), учител, автор на първо цялостно проучване „Духовна култура и фолклор на с. Жълтеш“, 1969.
- Гатьо Гатев (1926 – 2012), аспирант, к.т.н. в Института по текстил, автор на изследвания върху историята на текстилната индустрия в Габрово.